# Wikala of Nafisa al-Bayda
Wikala of Nafisa al-Bayda (arabiska: وكالة نفيسة البيضة) är ett monument i Egypten.   Det ligger i guvernementet Kairo, i den norra delen av landet, i huvudstaden Kairo. Wikala of Nafisa al-Bayda ligger 31 meter över havet.
Terrängen runt Wikala of Nafisa al-Bayda är platt. Runt Wikala of Nafisa al-Bayda är det tätbefolkat, med 383 invånare per kvadratkilometer. Närmaste större samhälle är Kairo, 2,3 km norr om Wikala of Nafisa al-Bayda. Trakten runt Wikala of Nafisa al-Bayda är ofruktbar med lite eller ingen växtlighet.